# Hieracium integratum
Hieracium integratum là một loài thực vật có hoa trong họ Cúc. Loài này được Dahlst. ex Stenstr. mô tả khoa học đầu tiên năm 1889.